# Afrophthalma nigricapitis
Afrophthalma nigricapitis es un coleóptero de la familia Chrysomelidae.
Fue descrita científicamente por primera vez en 2004 por Medvedev & Kantner.